# Sympathy (高橋瞳音樂專輯)
《Sympathy》（日语：シンパシー）是日本女歌手高橋瞳的個人首張專輯，於2006年3月1日正式發行。該專輯中共有12首歌曲。其中9首歌的歌詞由高橋瞳親自創作。